# Олонов, Михаил Иванович
Михаил Иванович Олонов (1907 — 1989), советский политический и хозяйственный деятель, организатор железнодорожного транспорта СССР.

## Биография
Родился в 15 октября 1907 года в городе Перми в семье рабочего. Трудовую деятельность начал в 1923 году учеником слесаря на Пермском паровозоремонтном заводе. Член ВКП(б) с 1926 года. Занимался комсомольской работой. В 1927—1930 годах учился на рабфаке, затем поступил в Московский электромеханический институт инженеров транспорта.
С 1936 по 1938 год работал начальником электросилового хозяйства, секретарем парторганизации депо Москва-Сортировочная, а затем начальником политотдела Южной железной дороги.
С ноября 1938 по апрель 1941 года был заместителем наркома путей сообщения СССР и начальником Политуправления НКПС;
С июня 1941 по октябрь 1947 года занимал ряд руководящих должностей на Латвийской, Свердловской, Пермской, Кировской, Южной железных дорогах. В июле 1945 года М. И. Олонову присвоено персональное звание генерал-директора тяги 3-го ранга. В 1947—1949 годах учился в Военно-транспортной академии.
С августа 1949 по май 1953 года работал начальником Южно-Сахалинской железной дороги, а в последующие годы — заместителем начальника Главного управления учебных заведений МПС СССР.
Избирался депутатом Верховного Совета Украинской ССР (1938 г.), делегатом XVIII съезда ВКП(б) и XVIII партийной конференции ВКП(б).

## Награды
- орден Ленина (1939),
- орден Красной Звезды (1942),
- орден Отечественной войны 2-й степени,
- медали.